# Tóth Mihály (református lelkész)
Tóth Mihály (Debrecen, 1807. szeptember 15. – Debrecen, 1879. december 28.) református lelkész, teológiai tanár.

## Élete
Tóth István és Kovács Zsuzsánna polgári szülők fia. Debrecenben született, ahol iskoláit járta. 1824-ben lépett a felső osztályokba; miután bölcseleti, jogi és hittanszaki pályáját is befejezte, 1830–31-ben a veteránus rétorok köztanítójává, 1831–32-ben a bölcselet hallgatóinak lektorává neveztetett ki. Fél évig Kézsmárkon volt a német nyelv tanulása végett. 1883. március 3-tól fél évig contrascribai, másik félévig seniori hivatalt viselt. 
1834 őszén külföldi egyetemek látogatására ment és Pozsonyban megállapodván br. Vay Miklós fiait tanította, aki pénzzel is segítette. 1835 tavaszán ment Berlinbe; útközben Bécsben a protestáns teológiai előadásokat is hallgatta. Berlinből visszatérve Pesten papi vizsgát tett. 
1836. május 15-én Losoncon lett pap és szeptember 18-án egyszersmind hittanári működését is megkezdette. 1849. augusztus 7-10-én Losonc az oroszok által feldulatván, családjával és a lakosokkal ő is menekült; az oroszok elvonulása után azonban visszatért. 1857 tavaszán a tiszántúli egyházkerület választotta meg a gyakorlati teológia tanárának és október 8-án foglalta el a debreceni református főiskolában tanszékét.
Néhány költeménye jelent meg a Péczely József által Debrecenben szerkesztett Lantban (1830-32.); cikkei a Losonczi Phönixben (II-III. Pest, 1851-1852. Losoncz a forradalom előtt, történeti, földrajzi és statisztikai tekintetben, Losoncz az 1849-ki hadjáratban történt feldulatása után, Losoncz vidéke), a nógrádi esperességi ünnepély c. munkában (I. Pest, 1844. A könyvsajtó feltalálásának befolyása a reformatióra, II. 1845. A kegyeletekről); az Egyházi Könyvtárban (1858. A szentírás, mint Isten kijelentett igéje); a Török Pál által kiadott Egyházi beszédek közt neki is van dolgozata; Önéletrajzát a Czelder Figyelője (1880.) közölte.

## Munkái
- Értekezés Amerika felfödözéséről a X. században. Rafn Károly Keresztélytől, francziából Marmier Xaver után, ford. Kiadta rövid bevezetéssel Kubinyi Ferencz. Pest, 1842
- Gyászemlék ... József cs. kir. főherczeg, Magyarország félszázadás nádora ő fenségének a losonczi helv. hitv. ev. gyülekezet részéről 1847. febr. 21. tartott végtisztelete szomorú ünnepén állítva. Uo. 1847
- Ünnepi és vasárnapi egyházi beszédek. Uo. 1851 (Tiszta haszna a losonczi ref. egyház leégett temploma és iskolája építésére)
- Losonczi Naptár 1857-re szerk. Balassa-Gyarmat, 1856 (Többek közreműködéséve. Tiszta jövedelméből száz ezüst frt alapítványt tett iskolai czélokra)
- A magyar protestánst egyházszónoklattan történelme I. kötet. A reformatiótól a XVII. század végeig. Debreczen, 1864 (több nem jelent meg)
- Egyházszónoklattan. Az egyházi beszéd rövid történelmével a legujabb korig. Uo. 1866 (2. jav. és bőv. kiadás. Uo. 1878)
- Emlékbeszéd, melyet a helv. hitvallás háromszázados évford. napján, mint a tiszántúli ref. egyházkerület által rendelt iskolai ünnepélyén 1867. febr. 24. tartott. Uo. 1867
- Egyháztartástan alapvonalai, tekintettel a magyar ev. ref. egyházra.